# Caso Kōtoku

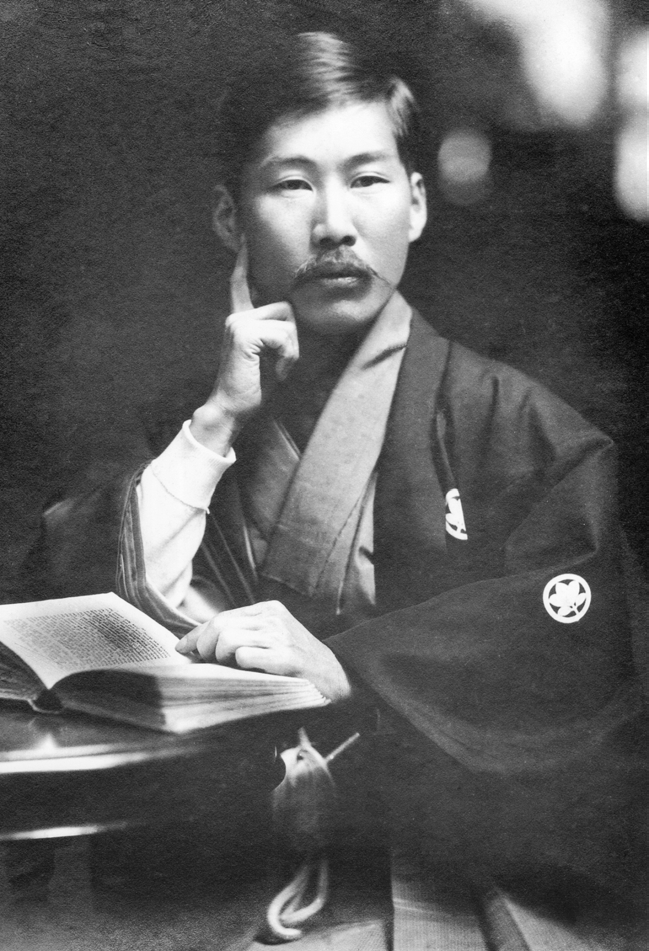
Shūsui Kōtoku

El Caso Kōtoku (en japonés: Kōtoku Jiken), también conocido como el caso de alta traición (Taigyaku Jiken en japonés) fue una conspiración anarquista para asesinar al Emperador Meiji en 1910, lo que generó una serie de operaciones represivas que terminó con el encarcelamiento masivo de opositores al régimen imperial y la ejecución de 12 conspiradores confesos en 1911.

## Contexto
El 20 de mayo de 1910, la policía hizo un allanamiento en el domicilio de Takichi Miyashita, un joven empleado de un aserradero en el municipio de Nagano, encontrando materiales que podrían ser utilizados en la elaboración de una bomba. Las pesquisas policiales llevaron a la detención de sus cómplices Toru Nitta, Tadao Niimura, Rikisaku Furukawa, Shūsui Kōtoku y su esposa y autora feminista Kanno Suga. A través de los interrogatorios los investigadores descubrieron lo que la oficina de la fiscalía definió como una conspiración a nivel nacional contra la monarquía japonesa.
En investigaciones posteriores, muchos progresistas y supuestos simpatizantes fueron detenidos e interrogados a lo largo de todo el país. Eventualmente, 25 hombres y una mujer fueron llevados a juicio siendo procesados por la violación del Artículo 73 del Código Penal (perjudicar o intentar perjudicar al emperador o miembro de su familia). El caso fue juzgado por un tribunal cerrado y el fiscal que se encargó del mismo fue Kiichiro Hiranuma.
La evidencia contra los acusados fue concluyente, y la evidencia contra los otros 21 fue considerada circunstancial. A pesar de eso, 24 de los 26 acusados fueron condenados a pena de muerte por ahorcamiento el 18 de enero de 1911, siendo los dos acusados restantes sentenciados a penas de 8 y 11 años por posesión de explosivos. Luego de ser leídas las sentencias en el tribunal, al final del juicio, los 24 condenados gritaron juntos Museifu Shugi Bansai! (¡Viva la Anarquía! en idioma japonés).
Por mandato imperial se conmutaron 12 de las sentencias a prisión perpetua al día siguiente. De los 12 restantes, 11 fueron ejecutados el 24 de enero de 1911. Entre los ejecutados estaban Shūsui Kōtoku, un prominente anarquista japonés, y Seinosuke Oishi, un médico. El último de los condenados, la única mujer, Kanno Sugako, fue ejecutada al día siguiente.
El caso fue ampliamente utilizado como un pretexto por las autoridades para perseguir disidentes del régimen. Apenas cinco o seis de los acusados y condenados en el proceso poseían de hecho algún tipo de relación con el complot para asesinar al emperador. Incluso el más señalado de los acusados, Shūsui Kōtoku, no estaba involucrado en el planeamiento de los atentados desde los inicios de la operación, aunque su alto prestigio lo puso como primera figura del caso.
El Caso de Alta Traición está indirectamente relacionado con el Incidente de la Bandera Roja de 1908. Durante la investigación, se interrogó a anarquistas japoneses que ya estaban encarcelados para ver si tenían conexión con el hecho, entre los cuales estaba Sakae Ōsugi, Sakai Toshihiko e Hitoshi Yamakawa. Mientras tanto, durante esta coyuntura, el hecho de ya estar confinados en prisión evitó que muchos fueran procesados en el futuro. Kanno Suga, que no había sido considerada culpable durante el proceso del caso Bandera Roja, fue presa, juzgada y sentenciada a muerte por el caso Kōtoku.
Una apelación para un nuevo juicio fue solicitada al final de la Segunda Guerra Mundial sin ser aceptado por la Corte Suprema en 1967.

## Procesados
- Rikisaku Furukawa (1884 - 1911)
- Kanno Suga (1881 - 1911)
- Shūsui Kōtoku (1871 - 1911)
- Takichi Miyashita (1875 - 1911)
- Tadao Niimura (1887 - 1911)
- Toru Nitta (1880 - 1911)
- Seinosuke Oishi